# European Golden League femminile 2021
L'European Golden League 2021 si è svolta dal 28 maggio al 20 giugno 2021: al torneo hanno partecipato undici squadre nazionali europee e la vittoria finale è andata per la seconda volta alla Bulgaria.

## Regolamento

### Formula
La formula ha previsto:
- Fase a gironi, disputata con girone all'italiana, con gare di andata e ritorno: la prima classificata di ogni girone e la squadra del paese organizzatore (nel caso in cui sia stata tra le prime classificate, si è qualificata la migliore seconda classificata) hanno acceduto alla fase finale, mentre la peggiore ultima classificata è retrocessa in European Silver League 2022.
- Fase finale, disputata con semifinali, finale per il terzo posto e finale.

### Criteri di classifica
Se il risultato finale è stato di 3-0 o 3-1 sono stati assegnati 3 punti alla squadra vincente e 0 a quella sconfitta, se il risultato finale è stato di 3-2 sono stati assegnati 2 punti alla squadra vincente e 1 a quella sconfitta.
L'ordine del posizionamento in classifica è stato definito in base a:
- Numero di partite vinte;
- Punti;
- Ratio dei set vinti/persi;
- Ratio dei punti realizzati/subiti;
- Risultati degli scontri diretti.

## Squadre partecipanti
| Squadra     | Qualificazione | Ultima partecipazione       |
| ----------- | -------------- | --------------------------- |
| Azerbaigian | Wild card      | European Golden League 2019 |
| Bielorussia | Wild card      | European Golden League 2019 |
| Bulgaria    | Wild card      | European Golden League 2018 |
| Croazia     | Wild card      | European Golden League 2019 |
| Finlandia   | Wild card      | European Golden League 2019 |
| Francia     | Wild card      | European Golden League 2019 |
| Rep. Ceca   | Wild card      | European Golden League 2019 |
| Romania     | Wild card      | European League 2016        |
| Slovacchia  | Wild card      | European Golden League 2019 |
| Spagna      | Wild card      | European Golden League 2019 |
| Ucraina     | Wild card      | European Golden League 2019 |
| Ungheria    | Wild card      | European Golden League 2019 |

## Torneo

### Fase a gironi
| Girone A    | Girone B   | Girone C    |
| ----------- | ---------- | ----------- |
| Azerbaigian | Bulgaria   | Bielorussia |
| Francia     | Slovacchia | Croazia     |
| Romania     | Ucraina    | Rep. Ceca   |
| Spagna      | -          | Ungheria    |

#### Girone A

##### Risultati
| 28 maggio 2021 Sala Polivalentă, Cluj-Napoca Durata: 2h:02 - Spettatori: 0 | Romania     | 3 - 2 | Francia     | 17-25, 23-25, 26-24, 26-24, 15-11 |
| 28 maggio 2021 Sala Polivalentă, Cluj-Napoca Durata: 1h:09 - Spettatori: 0 | Spagna      | 3 - 0 | Azerbaigian | 25-22, 25-22, 25-12               |
| 29 maggio 2021 Sala Polivalentă, Cluj-Napoca Durata: 0h:58 - Spettatori: 0 | Azerbaigian | 0 - 3 | Romania     | 14-25, 13-25, 11-25               |
| 29 maggio 2021 Sala Polivalentă, Cluj-Napoca Durata: 1h:37 - Spettatori: 0 | Spagna      | 3 - 1 | Francia     | 25-18, 22-25, 25-18, 25-23        |
| 30 maggio 2021 Sala Polivalentă, Cluj-Napoca Durata: 1h:47 - Spettatori: 0 | Romania     | 2 - 3 | Spagna      | 25-13, 14-25, 25-21, 16-25, 9-15  |
| 30 maggio 2021 Sala Polivalentă, Cluj-Napoca Durata: 1h:33 - Spettatori: 0 | Francia     | 3 - 1 | Azerbaigian | 25-21, 19-25, 25-13, 25-20        |
| 4 giugno 2021 Salle Maréchal, Harnes Durata: 1h:57 - Spettatori: 0         | Spagna      | 3 - 1 | Azerbaigian | 25-19, 22-25, 25-21, 25-13        |
| 4 giugno 2021 Salle Maréchal, Harnes Durata: 1h:21 - Spettatori: 0         | Romania     | 0 - 3 | Francia     | 17-25, 18-25, 23-25               |
| 5 giugno 2021 Salle Maréchal, Harnes Durata: 2h:02 - Spettatori: 0         | Romania     | 3 - 2 | Spagna      | 24-26, 24-26, 25-20, 25-21, 15-12 |
| 5 giugno 2021 Salle Maréchal, Harnes Durata: 1h:14 - Spettatori: 0         | Francia     | 3 - 0 | Azerbaigian | 25-14, 25-19, 25-20               |
| 6 giugno 2021 Salle Maréchal, Harnes Durata: 1h:26 - Spettatori: 0         | Azerbaigian | 0 - 3 | Romania     | 24-26, 12-25, 25-27               |
| 6 giugno 2021 Salle Maréchal, Harnes Durata: 1h:56 - Spettatori: 0         | Spagna      | 2 - 3 | Francia     | 25-16, 23-25, 25-17, 14-25, 10-15 |

##### Classifica
| Pos. | Squadra     | Pt | G | V | P | SV | SP | Ratio | PF  | PS  | Ratio |
| ---- | ----------- | -- | - | - | - | -- | -- | ----- | --- | --- | ----- |
| 1.   | Spagna      | 13 | 6 | 4 | 2 | 16 | 10 | 1,600 | 570 | 518 | 1,100 |
| 2.   | Francia     | 12 | 6 | 4 | 2 | 15 | 9  | 1,666 | 535 | 491 | 1,089 |
| 3.   | Romania     | 11 | 6 | 4 | 2 | 14 | 10 | 1,400 | 520 | 487 | 1,067 |
| 4.   | Azerbaigian | 0  | 6 | 0 | 6 | 2  | 18 | 0,111 | 365 | 494 | 0,738 |

      Qualificata alle semifinali.
      Retrocessa in European Silver League.

#### Girone B

##### Risultati
| 28 maggio 2021 Palac sportu Junist', Zaporižžja Durata: 1h:04 - Spettatori: 135 | Bulgaria   | 3 - 0 | Slovacchia | 25-14, 26-24, 25-15              |
| 29 maggio 2021 Palac sportu Junist', Zaporižžja Durata: 1h:51 - Spettatori: 156 | Slovacchia | 2 - 3 | Ucraina    | 25-22, 22-25, 25-14, 15-25, 7-15 |
| 30 maggio 2021 Palac sportu Junist', Zaporižžja Durata: 1h:19 - Spettatori: 179 | Ucraina    | 0 - 3 | Bulgaria   | 26-28, 13-25, 22-25              |
| 4 maggio 2021 Kolodruma, Plovdiv Durata: 1h:13 - Spettatori: 1 067              | Bulgaria   | 3 - 0 | Slovacchia | 25-21, 25-14, 25-22              |
| 5 maggio 2021 Kolodruma, Plovdiv Durata: 1h:14 - Spettatori: 1 128              | Ucraina    | 0 - 3 | Bulgaria   | 23-25, 20-25, 12-25              |
| 6 maggio 2021 Kolodruma, Plovdiv Durata: 1h:43 - Spettatori: 132                | Slovacchia | 3 - 1 | Ucraina    | 23-25, 30-28, 25-14, 25-13       |

##### Classifica
| Pos. | Squadra    | Pt | G | V | P | SV | SP | Ratio | PF  | PS  | Ratio |
| ---- | ---------- | -- | - | - | - | -- | -- | ----- | --- | --- | ----- |
| 1.   | Bulgaria   | 12 | 4 | 4 | 0 | 12 | 0  | MAX   | 304 | 226 | 1,345 |
| 2.   | Slovacchia | 4  | 4 | 1 | 3 | 5  | 10 | 0,500 | 307 | 332 | 0,924 |
| 3.   | Ucraina    | 5  | 4 | 1 | 3 | 4  | 11 | 0,363 | 297 | 350 | 0,848 |

      Qualificata alle semifinali.

#### Girone C

##### Risultati
| 28 maggio 2021 Aréna Sparta, Praga Durata: 2h:20 - Spettatori: 30  | Croazia     | 2 - 3 | Ungheria    | 26-24, 20-25, 31-29, 21-25, 11-15 |
| 29 maggio 2021 Aréna Sparta, Praga Durata: 1h:48 - Spettatori: 100 | Rep. Ceca   | 3 - 1 | Croazia     | 25-13, 20-25, 28-26, 25-22        |
| 29 maggio 2021 Aréna Sparta, Praga Durata: 1h:46 - Spettatori: 20  | Ungheria    | 1 - 3 | Bielorussia | 19-25, 24-26, 25-16, 22-25        |
| 30 maggio 2021 Aréna Sparta, Praga Durata: 1h:10 - Spettatori: 20  | Bielorussia | 0 - 3 | Croazia     | 23-25, 15-25, 20-25               |
| 30 maggio 2021 Aréna Sparta, Praga Durata: 1h:12 - Spettatori: 100 | Ungheria    | 0 - 3 | Rep. Ceca   | 16-25, 17-25, 16-25               |
| 31 maggio 2021 Aréna Sparta, Praga Durata: 1h:36 - Spettatori: 100 | Bielorussia | 1 - 3 | Rep. Ceca   | 7-25, 25-22, 12-25, 21-25         |
| 2 giugno 2021 Aréna Sparta, Praga Durata: 1h:55 - Spettatori: 10   | Bielorussia | 2 - 3 | Croazia     | 23-25, 25-16, 16-25, 26-24, 9-15  |
| 2 giugno 2021 Aréna Sparta, Praga Durata: 1h:21 - Spettatori: 100  | Ungheria    | 0 - 3 | Rep. Ceca   | 21-25, 21-25, 20-25               |
| 3 giugno 2021 Aréna Sparta, Praga Durata: 1h:08 - Spettatori: 10   | Ungheria    | 3 - 0 | Bielorussia | 25-14, 25-18, 25-16               |
| 3 giugno 2021 Aréna Sparta, Praga Durata: 2h:14 - Spettatori: 120  | Rep. Ceca   | 2 - 3 | Croazia     | 25-20, 25-27, 21-25, 26-24, 12-15 |
| 4 giugno 2021 Aréna Sparta, Praga Durata: 1h:20 - Spettatori: 20   | Croazia     | 3 - 0 | Ungheria    | 25-21, 25-16, 25-23               |
| 4 giugno 2021 Aréna Sparta, Praga Durata: 2h:05 - Spettatori: 150  | Bielorussia | 3 - 2 | Rep. Ceca   | 25-22, 25-18, 20-25, 21-25, 15-8  |

##### Classifica
| Pos. | Squadra     | Pt | G | V | P | SV | SP | Ratio | PF  | PS  | Ratio |
| ---- | ----------- | -- | - | - | - | -- | -- | ----- | --- | --- | ----- |
| 1.   | Rep. Ceca   | 13 | 6 | 4 | 2 | 16 | 8  | 2,000 | 552 | 479 | 1,152 |
| 2.   | Croazia     | 12 | 6 | 4 | 2 | 15 | 10 | 1,500 | 561 | 542 | 1,035 |
| 3.   | Bielorussia | 11 | 6 | 4 | 2 | 9  | 15 | 0,600 | 468 | 540 | 0,866 |
| 4.   | Ungheria    | 0  | 6 | 0 | 6 | 7  | 14 | 0,500 | 454 | 474 | 0,957 |

      Qualificata alle semifinali.

### Fase finale
|  | Semifinali | Semifinali | Semifinali |                 |    | Finale  | Finale    | Finale |
|  |            |            |            |                 |    |         |           |        |
|  | 1A         | Spagna     | 1          |                 |    |         |           |        |
|  | 1A         | Spagna     | 1          |                 |    |         |           |        |
|  | 2C         | Croazia    | 3          |                 |    |         |           |        |
|  | 2C         | Croazia    | 3          |                 | 2C | Croazia | 1         |        |
|  |            |            |            |                 | 2C | Croazia | 1         |        |
|  |            |            |            |                 |    | 1B      | Bulgaria  | 3      |
|  | 1C         | Rep. Ceca  | 0          |                 |    | 1B      | Bulgaria  | 3      |
|  | 1C         | Rep. Ceca  | 0          |                 |    |         |           |        |
|  | 1B         | Bulgaria   | 3          |                 |    |         |           |        |
|  | 1B         | Bulgaria   | 3          | Finale 3° posto |    |         |           |        |
|  |            |            |            |                 |    |         |           |        |
|  |            |            |            |                 |    | 1A      | Spagna    | 3      |
|  |            |            |            |                 |    | 1A      | Spagna    | 3      |
|  |            |            |            |                 |    | 1C      | Rep. Ceca | 2      |

#### Semifinali
| 19 giugno 2021 Arena Ruse, Ruse Durata: 1h:40 - Spettatori: 1 100 | Spagna    | 1 - 3 | Croazia  | 12-25, 25-10, 18-25, 23-25 |
| 19 giugno 2021 Arena Ruse, Ruse Durata: 1h:27 - Spettatori: 1 875 | Rep. Ceca | 0 - 3 | Bulgaria | 13-25, 23-25, 19-25        |

#### Finale 3º posto
| 20 giugno 2021 Arena Ruse, Ruse Durata: 2h:14 - Spettatori: 2 100 | Spagna | 3 - 2 | Rep. Ceca | 28-26, 10-25, 23-25, 25-16, 15-10 |

#### Finale
| 20 giugno 2021 Arena Ruse, Ruse Durata: 1h:53 - Spettatori: 2 500 | Croazia | 1 - 3 | Bulgaria | 25-22, 22-25, 17-25, 20-25 |

## Classifica finale
| Pos | Squadra     | Rosa |
| --- | ----------- | --- |
|     | Bulgaria    | Formazione: 1 G. Dimitrova, 2 N. Dimitrova, 5 Jordanova, 6 Paskova, 7 Kitipova, 8 Barakova, 9 Săjkova, 10 M. Todorova, 11 Ruseva, 12 Usheva, 13 M. Nikolova, 14 E. Nikolova, 15 Ž. Todorova, 16 Vasileva, 17 Račkovska, 18 Karabaševa, 19 Milanova, CT: Petkov |
|     | Croazia     | Formazione: 1 Sain, 2 Mihaljević, 3 Strunjak, 4 Butigan, 5 Božičević, 6 Perić, 8 Pavičić, 9 Mlinar, 10 Ikić, 12 Dumančić, 13 Fabris, 14 Šamadan, 16 Miloš, 17 Deak, 20 Kulić, CT: Santarelli                                                                   |
|     | Spagna      | Formazione: 1 Priante, 4 Prol, 5 Sánchez, 6 Castellano, 7 Unzúe, 8 García, 9 Lázaro, 10 Lavado, 12 Varela, 14 Nsunguimina, 16 Segura, 17 Escamilla, 18 Jiménez, 20 Montoro, 21 Piza, 23 Bravo, CT: Saurín                                                      |
| 4   | Rep. Ceca   | Template:Repubblica Ceca femminile pallavolo European Golden League 2021 |
| 5   | Francia     | Template:Francia femminile pallavolo European Golden League 2021 |
| 5   | Slovacchia  | Template:Slovacchia femminile pallavolo European Golden League 2021 |
| 7   | Bielorussia | Template:Bielorussia femminile pallavolo European Golden League 2021 |
| 7   | Romania     | Template:Romania femminile pallavolo European Golden League 2021 |
| 7   | Ucraina     | Template:Ucraina femminile pallavolo European Golden League 2021 |
| 10  | Ungheria    | Template:Ungheria femminile pallavolo European Golden League 2021 |
| 10  | Azerbaigian | Template:Azerbaigian femminile pallavolo European Golden League 2021 |

|  | Retrocessa in European Silver League 2022 |

## Statistiche
| Rendimento individuale | Rendimento individuale | Rendimento individuale | Rendimento individuale |
| Pos.                   | Nome                   | Punti                  | Squadra                |
| ---------------------- | ---------------------- | ---------------------- | ---------------------- |
| 1                      | Ana Escamilla          | 152                    | Spagna                 |
| 2                      | Samanta Fabris         | 147                    | Croazia                |
| 3                      | Raquel Montoro         | 141                    | Spagna                 |
| 4                      | Alexia Căruțașu        | 128                    | Romania                |
| 5                      | María Segura           | 116                    | Spagna                 |
| 6                      | Gabriela Orvošová      | 113                    | Rep. Ceca              |
| 7                      | Matea Ikić             | 102                    | Croazia                |
| 8                      | Héléna Cazaute         | 99                     | Francia                |
| 9                      | Veronika Trnková       | 86                     | Rep. Ceca              |
| 10                     | Eva Hodanová           | 82                     | Rep. Ceca              |

| Attacchi vincenti | Attacchi vincenti  | Attacchi vincenti | Attacchi vincenti |
| Pos.              | Nome               | Punti             | Squadra           |
| ----------------- | ------------------ | ----------------- | ----------------- |
| 1                 | Ana Escamilla      | 129               | Spagna            |
| 2                 | Samanta Fabris     | 123               | Croazia           |
| 3                 | Raquel Montoro     | 116               | Spagna            |
| 4                 | Alexia Căruțașu    | 98                | Romania           |
| 5                 | Gabriela Orvošová  | 94                | Rep. Ceca         |
| 6                 | María Segura       | 91                | Spagna            |
| 7                 | Matea Ikić         | 87                | Croazia           |
| 8                 | Héléna Cazaute     | 81                | Francia           |
| 9                 | Andrea Kossányiová | 69                | Rep. Ceca         |
| 10                | Laura Miloš        | 65                | Croazia           |

| Muri vincenti | Muri vincenti       | Muri vincenti | Muri vincenti |
| Pos.          | Nome                | Punti         | Squadra       |
| ------------- | ------------------- | ------------- | ------------- |
| 1             | Božana Butigan      | 26            | Croazia       |
| 2             | Lucrecia Castellano | 25            | Spagna        |
| 2             | Veronika Trnková    | 25            | Rep. Ceca     |
| 4             | Beta Dumančić       | 23            | Croazia       |
| 5             | Francesca Alupei    | 22            | Romania       |
| 6             | Samanta Fabris      | 19            | Croazia       |
| 7             | Alexia Căruțașu     | 18            | Romania       |
| 8             | Ana Escamilla       | 16            | Spagna        |
| 9             | Gabriela Orvošová   | 15            | Rep. Ceca     |
| 10            | Tereza Hrušecká     | 14            | Slovacchia    |
| 10            | Nasja Dimitrova     | 14            | Bulgaria      |
| 10            | Ayşən Əbdüləzimova  | 14            | Azerbaigian   |
| 10            | Amandha Sylves      | 14            | Francia       |
| 10            | María Segura        | 14            | Spagna        |

| Battute vincenti | Battute vincenti | Battute vincenti | Battute vincenti |
| Pos.             | Nome             | Punti            | Squadra          |
| ---------------- | ---------------- | ---------------- | ---------------- |
| 1                | Raquel Montoro   | 14               | Spagna           |
| 2                | Héléna Cazaute   | 13               | Francia          |
| 3                | Alexia Căruțașu  | 12               | Romania          |
| 4                | Hanna Hryškevič  | 11               | Bielorussia      |
| 4                | Eva Hodanová     | 11               | Rep. Ceca        |
| 4                | María Segura     | 11               | Spagna           |
| 7                | Klara Perić      | 9                | Croazia          |
| 8                | Adrienn Vezsenyi | 8                | Ungheria         |
| 8                | Božana Butigan   | 8                | Croazia          |
| 10               | Francesca Alupei | 7                | Romania          |
| 10               | Laura Miloš      | 7                | Croazia          |
| 10               | Ana Escamilla    | 7                | Spagna           |